# Brixx (Band)
Brixx war eine kurzlebige dänische Popgruppe.

## Werdegang
Sie vertrat Dänemark beim Eurovision Song Contest 1982 in Harrogate. Mit dem Popsong Video Video landete die Band auf dem zweitletzten Platz.
Neben zwei weiteren Singles und einem Album ist die Gruppe nicht mehr in Erscheinung getreten.
Die Bandmitglieder waren Jens Brixtofte, John Hatting, Torben Jacobse, Steen Eljer Olsen und Bjørn Holmgård Sørensen.

## Diskografie
Singles
- 1982: Video Video (DK: Platin)[2]